# William Tate
Pour les articles homonymes, voir Tate.
William Tate est un colonel et un aventurier américain au service de la France qui, le 22 février 1797 (bataille de Fishguard), avec quatre navires et une bande de mercenaires et de patriotes déserteurs (la Légion Noire), composés de Français, d'Espagnols et d’Irlandais, débarquèrent sur les côtes anglaises au large de la pointe de Carreg Wastad près de Trehorel, hameau de l’ouest du pays de Galles, proche de la ville de Fishguard, pour envahir la Grande-Bretagne.

## Biographie
William Tate à la tête d’une armée de 1 200 à 1 400 hommes, constituée d’un ramassis de prisonniers politiques, de contrebandiers et de malfaiteurs, sortis des prisons de la ville de Marseille, partent de Brest le 16 février ou Camaret le 18 février 1797 . Avec des conditions de vent difficiles, ils renoncent à leur objectif initial près de Bristol et le 22 février 1797 débarquent sur les collines galloises près de Fishguard, mal défendues par les militaires et les forces locales, pour pénétrer cette contrée, afin de soulever les paysans mécontents de leurs sorts et des exactions du gouvernement de Londres.

### La légion noire
Les défenseurs locaux avaient prudemment battu en retraite en direction de Haverfordwest, William Tate avait fait de Trehovel son quartier général, la légion était en embuscade le long des routes et quelques hommes étaient à la recherche de ravitaillement, de chevaux et de chariots. Arrivant non loin du rivage, ils rencontrent plusieurs chaumières, s’enivrent de quelques barriques de vin trouvées, pillent et oublient les ordres donnés par le capitaine.

Loin de gagner leur cause, les malheureux paysans se rebellent contre les mauvais traitements et les pillages inconsidérés des mercenaires, ce qui oblige William Tate à former un peloton d’exécution et à sévir. Les soldats ainsi formés refusent d’exécuter les ordres et menacent les officiers... et la mort dans l’âme, William Tate est obligé d’abandonner cette idée.

### Insurrection
L’expédition mal organisée et indisciplinée, est assaillie par les paysans révoltés, hommes et femmes, qui sortent de toute part et qui à l’aide de fourches, de pelles et de pioches attaquent les mercenaires.

La cordonnière Jemina Nicholas, cordonnière de Fishgard, dira par la suite avoir capturé à elle seule douze soldats à l’aide de sa fourche.
Le commandant de la flottille française lève l’ancre immédiatement en prétextant que l’Angleterre était envahie et que sa mission était terminée. Dans la précipitation, William Tate oublié et écœuré, reste sur place, en s’efforçant de discipliner le reste de ses troupes, et de dominer ses officiers qui tentent de négocier avec les Anglais, pour une reddition honorable.

William Tate voit brusquement six cents hommes s’approcher des positions françaises, rassemblés à la hâte par lord Cawdor, composés de miliciens, de gardes nationaux, de marins et de gentilshommes suivis par leurs domestiques, ainsi qu’une artillerie composée de deux canons qui suivait le cortège.
William Tate observe la colonne du haut d’une colline et voyant quelques tuniques rouges, suppose que cette armée était des Redcoats, soldats d’élite de la Grande-Bretagne. Lord Cawdor croyant lui aussi avoir affaire à une armée disciplinée fera route vers Fishgard pour établir son quartier général à l’auberge du chêne royal.

### Les tuniques rouges
À peine installés au Royal Oak, les forces britanniques voient deux officiers français porteurs d’un message de leur chef William Tate, qui demande la reddition, lord Cawdor répond à son tour par une lettre restée historique par son mensonge : « …vous n’êtes pas dans une situation qui vous permette de poser des conditions. J’ai sous mes ordres une force dix fois supérieure à la vôtre et plusieurs milliers d’autres soldats arriveront au lever du jour. Si vous ne vous rendez pas sans condition, nous attaquerons demain à dix heures du matin… »
William Tate se laisse berner par l’audace de lord Cawdor et donne l’ordre à ses hommes de déposer les armes au lieu-dit Goodwick Sands, sous le regard triomphant des paysans et paysannes galloises revêtues de leur habit folklorique rouge... c’étaient eux, les redoutables Redcoats (tuniques rouges) observés par William.

### Les prisonniers
William Tate fut enfermé avec quelques officiers français à Pembroke comme prisonnier de guerre. Ils étaient approvisionnés par deux dames qui, pour améliorer leur sort, leur apportaient des bouts de bois ou d’os pour que ceux-ci puissent sculpter et, en échange, améliorer l’ordinaire.
Deux officiers français arriveront à séduire les deux femmes qui arriveront à introduire en cachette, dans la prison, des outils permettant de creuser un tunnel sous le mur et ainsi de s’évader.
Les deux jeunes Galloises se sauvent avec les officiers français et leur indiquent qu’un petit sloop se trouve à quai dans le port.
Cette petite troupe hisse les voiles, mais les talents de navigateur n’étaient pas au rendez-vous, ils s’échouent sur un banc de sable et se rabattent sur un yacht qui était la propriété de lord Cawdor. Une prime de cinq cents livres est offerte pour la capture des traîtresses, et tous les bateaux se mettent à ratisser les environs. Les Français abandonnant le yacht au milieu du chenal, avaient pris un autre bateau qui se rendait à Saint-Malo. Les débris du yacht furent trouvés, et pensant que les occupants s’étaient noyés, les recherches anglaises furent abandonnées.

Les deux belles Galloises épousèrent les deux beaux officiers, et en 1802, la Grande-Bretagne et la France signèrent une trêve.
La plupart des prisonniers, dont William Tate lui-même furent échangés en 1798 et revinrent en France.

## Anecdotes
- L’un des couples, reviendra au pays de Galles pour vivre et ouvrir une taverne (« public house ») à Merthyr Tydfil.
- William Tate était âgé d'une soixantaine d'années lors de cette expédition, et haïssait les Anglais, car des Amérindiens alliés à ceux-ci avaient massacré sa famille aux États-Unis.
- Cette affaire rocambolesque fut nommée : La dernière invasion de la Grande-Bretagne.